# Alla zingarese
Alla zingarese ist in der Musik ein Fachausdruck für die Spielanweisung „im Stil der Zigeunermusik“. Diese Spielanweisung bezieht sich auf angeblich typische Merkmale für „Zigeunermusik“:
- die Melodie steht meistens in einer Moll-Tonart
- sie basiert auf der so genannten Zigeunertonleiter mit kleiner Terz, übermäßiger Quarte, kleiner Sexte und großer Septime
- die Spielanweisung „alla zingarese“ gestattet große Freiheiten in der Tempoveränderung (Agogik)
- bei Streichinstrumenten (meistens Violinen)  kann ein angeblich zigeunerhaft wirkender Klang erzielt werden durch ein Gleitenlassen des Fingers bis zum richtigen Ton über das steglose Griffbrett (glissando).

Die Spielanweisung „alla zingarese“ findet sich z. B. in den ungarischen Rhapsodien von Franz Liszt sowie in Werken des rumänischen Komponisten George Enescu.
Der 4. Satz des Klavierquartetts Nr. 1 g-Moll op. 25 von Johannes Brahms, ein schnelles Rondo mit der Tempobezeichnung „Presto“, trägt den Titel „Rondo alla Zingarese“. Dieser Satz zeichnet sich durch rhythmische und metrische Komplexität aus und gilt als einer der schwierigsten Sätze in der gesamten Kammermusik von Brahms.